# Landkreis Wolfratshausen
Der Landkreis Wolfratshausen gehörte zum bayerischen Regierungsbezirk Oberbayern.
Bis zum Beginn der Gebietsreform in Bayern umfasste der Landkreis 38 Gemeinden und vier gemeindefreie Gebiete.

## Geographie

### Wichtige Orte
Die einwohnerstärksten Gemeinden waren Wolfratshausen, Geretsried, Sauerlach, Otterfing, Schäftlarn, Dietramszell und Eurasburg.

### Nachbarkreise
Der Landkreis grenzte 1972 im Uhrzeigersinn im Norden beginnend an die Landkreise München, Bad Aibling, Miesbach, Bad Tölz, Weilheim in Oberbayern und Starnberg.

## Geschichte

### Bezirksamt
Am 1. Oktober 1902 wurde das Bezirksamt Wolfratshausen aus 37 Gemeinden des aufgelösten Bezirksamts München II gebildet.

### Landkreis
Am 1. Januar 1939 wurde die reichseinheitliche Bezeichnung Landkreis eingeführt. So wurde aus dem Bezirksamt der Landkreis Wolfratshausen.
Am 1. Juli 1972 wurde der Landkreis Wolfratshausen im Zuge der Gebietsreform in Bayern aufgelöst:
- Die Gemeinde Otterfing kam zum Landkreis Miesbach.
- Die Gemeinden Arget, Baierbrunn, Dingharting, Eichenhausen, Oberbiberg, Sauerlach, Schäftlarn und Straßlach sowie das gemeindefreie Gebiet Deisenhofener Forst-Süd kamen zum Landkreis München.
- Die Gemeinden Bachhausen und Höhenrain sowie das gemeindefreie Gebiet Wadlhauser Gräben kamen zum Landkreis Starnberg.
- Alle übrigen Gemeinden und damit der größte Teil des Landkreises kamen zum Landkreis Bad Tölz.  Mit Wirkung vom 1. Mai 1973 legte dessen Kreistag den neuen Namen Landkreis Bad Tölz-Wolfratshausen fest.[6]

## Einwohnerentwicklung
| Jahr | Einwohner | Quelle |
| ---- | --------- | ------ |
| 1910 | 18.455    | [ 7 ]  |
| 1925 | 20.807    | [ 8 ]  |
| 1939 | 23.116    | [ 9 ]  |
| 1950 | 40.533    | [ 10 ] |
| 1960 | 44.900    | [ 11 ] |
| 1971 | 65.800    | [ 12 ] |

## Bezirksamtsvorstände (bis 1938) und Landräte (ab 1939)
- 1913–1931 Eugen Syffert
- 1932–1935 vakant, Amtsverweser Christian Reichel
- 1935–1936 Fritz Schorz
- 1937–1945 Adolf von Liederscron (NSDAP)
- 1946–1948 Willy Thieme (SPD)

## Gemeinden
Die Gemeinden des Landkreises Wolfratshausen vor der Gemeindereform. Heute noch existierende Gemeinden sind fett geschrieben.
| Frühere Gemeinde / Früheres gemeindefreies Gebiet | Heutige Gemeinde / Heutiges gemeindefreies Gebiet | Heutiger Landkreis                |
| ------------------------------------------------- | ------------------------------------------------- | --------------------------------- |
| Arget                                             | Sauerlach                                         | Landkreis München                 |
| Ascholding                                        | Dietramszell                                      | Landkreis Bad Tölz-Wolfratshausen |
| Bachhausen                                        | Berg                                              | Landkreis Starnberg               |
| Baierbrunn                                        | Baierbrunn                                        | Landkreis München                 |
| Baiernrain                                        | Dietramszell                                      | Landkreis Bad Tölz-Wolfratshausen |
| Beuerberg                                         | Eurasburg                                         | Landkreis Bad Tölz-Wolfratshausen |
| Degerndorf                                        | Münsing                                           | Landkreis Bad Tölz-Wolfratshausen |
| Deining                                           | Egling                                            | Landkreis Bad Tölz-Wolfratshausen |
| Dietramszell                                      | Dietramszell                                      | Landkreis Bad Tölz-Wolfratshausen |
| Dingharting                                       | Straßlach-Dingharting                             | Landkreis München                 |
| Dorfen                                            | Icking                                            | Landkreis Bad Tölz-Wolfratshausen |
| Egling                                            | Egling                                            | Landkreis Bad Tölz-Wolfratshausen |
| Eichenhausen                                      | Sauerlach                                         | Landkreis München                 |
| Endlhausen                                        | Egling                                            | Landkreis Bad Tölz-Wolfratshausen |
| Ergertshausen                                     | Egling                                            | Landkreis Bad Tölz-Wolfratshausen |
| Eurasburg                                         | Eurasburg                                         | Landkreis Bad Tölz-Wolfratshausen |
| Föggenbeuern                                      | Dietramszell                                      | Landkreis Bad Tölz-Wolfratshausen |
| Geretsried1                                       | Geretsried                                        | Landkreis Bad Tölz-Wolfratshausen |
| Gelting                                           | Geretsried                                        | Landkreis Bad Tölz-Wolfratshausen |
| Herrnhausen                                       | Eurasburg                                         | Landkreis Bad Tölz-Wolfratshausen |
| Höhenrain                                         | Berg                                              | Landkreis Starnberg               |
| Holzhausen am Starnberger See                     | Münsing                                           | Landkreis Bad Tölz-Wolfratshausen |
| Icking                                            | Icking                                            | Landkreis Bad Tölz-Wolfratshausen |
| Königsdorf                                        | Königsdorf                                        | Landkreis Bad Tölz-Wolfratshausen |
| Linden                                            | Dietramszell                                      | Landkreis Bad Tölz-Wolfratshausen |
| Manhartshofen                                     | Dietramszell                                      | Landkreis Bad Tölz-Wolfratshausen |
| Moosham                                           | Egling                                            | Landkreis Bad Tölz-Wolfratshausen |
| Münsing                                           | Münsing                                           | Landkreis Bad Tölz-Wolfratshausen |
| Neufahrn                                          | Egling                                            | Landkreis Bad Tölz-Wolfratshausen |
| Oberbiberg                                        | Oberhaching                                       | Landkreis München                 |
| Osterhofen                                        | Königsdorf                                        | Landkreis Bad Tölz-Wolfratshausen |
| Otterfing                                         | Otterfing                                         | Landkreis Miesbach                |
| Sauerlach                                         | Sauerlach                                         | Landkreis München                 |
| Schäftlarn                                        | Schäftlarn                                        | Landkreis München                 |
| Straßlach                                         | Straßlach-Dingharting                             | Landkreis München                 |
| Thanning                                          | Egling                                            | Landkreis Bad Tölz-Wolfratshausen |
| Weidach                                           | Wolfratshausen                                    | Landkreis Bad Tölz-Wolfratshausen |
| Wolfratshausen                                    | Wolfratshausen                                    | Landkreis Bad Tölz-Wolfratshausen |
| Deisenhofener Forst-Süd (gemeindefrei)            | Oberhaching                                       | Landkreis München                 |
| Pupplinger Au (gemeindefrei)                      | Pupplinger Au (gemeindefrei)                      | Landkreis Bad Tölz-Wolfratshausen |
| Wadlhauser Gräben (gemeindefrei)                  | Berg                                              | Landkreis Starnberg               |
| Wolfratshauser Forst (gemeindefrei)               | Wolfratshauser Forst (gemeindefrei)               | Landkreis Bad Tölz-Wolfratshausen |

Landkreis Wolfratshausen, Gemeindegrenzenkarte von 1961

1: Seit 1950 eigenständige Gemeinde; vorher gehörte das Gebiet zur Gemeinde Gelting

## Kfz-Kennzeichen
Am 1. Juli 1956 wurde dem Landkreis bei der Einführung der bis heute gültigen Kfz-Kennzeichen das Unterscheidungszeichen WOR zugewiesen. Es wurde bis zum 3. August 1974 ausgegeben. Seit dem 10. Juli 2013 ist es aufgrund der Kennzeichenliberalisierung wieder in den Landkreisen Bad Tölz-Wolfratshausen, München und Starnberg erhältlich.